# Santo Lia
Santo Lia ist ein deutsch-italienischer Poolbillardspieler. Mit sieben deutschen Einzelmeistertiteln ist er einer der erfolgreichsten Spieler in der Altersklasse Senioren.

## Karriere
Bei der deutschen Meisterschaft 1995 kam Santo Lia erstmals über das Viertelfinale hinaus. Mit Goldmedaillen in den Disziplinen 8-Ball und 9-Ball sowie einer Bronzemedaille im 14/1 endlos war dies zugleich seine erfolgreichste deutsche Meisterschaft. Zwei Jahre später wurde er erneut Deutscher 9-Ball-Meister und gewann Bronze im 14/1 endlos. 1998 erreichte er bei allen vier Wettbewerben das Finale. Während er im 14/1 endlos Wolfgang Siethoff besiegte, verlor er im 8-Ball und beim 8-Ball-Pokal-Wettbewerb gegen Robert Hasenthaler und im 9-Ball gegen Richard Hartmann. 1999 wurde er erneut Deutscher Meister im 8-Ball und konnte zudem im 14/1 endlos seinen Titel erfolgreich verteidigen. Bei der deutschen Meisterschaft 2000 gewann er Bronze im 14/1 endlos und im 8-Ball, bevor er schließlich 2004 im 9-Ball zum letzten Mal Deutscher Meister wurde. Ein Jahr später erreichte er im 14/1 endlos zum bislang letzten Mal das Viertelfinale einer deutschen Meisterschaft.
Santo Lia spielte zunächst beim PBC Köln-Süd und wechselte später zum BC Uni Köln, mit dem er 2010 in die Oberliga aufstieg. Nach der Saison 2010/11 zog der Verein seine Mannschaft in die Bezirksliga zurück und Lia wechselte zur PSG Köln, mit der von 2012 bis 2016 in der Verbandsliga spielte. Zu Beginn der Saison 2016/17 war er vereinslos. Seit dem 22. November 2016 spielt Santo Lia für die „Nippeser Pool Freunde“.